# António Livramento
António José Parreira do Livramento, (São Manços, 28 de Fevereiro de 1943 – Lisboa, 7 de Junho de 1999), mais conhecido como António Livramento , foi um jogador de hóquei em patins português, considerado por muitos o melhor jogador do Mundo de todos os tempos Conquistou incontáveis títulos durante a sua longa carreira, tanto de jogador, como de treinador. Entre esses troféus, destacam-se os 3 Mundiais e 7 Europeus, ganhos pela selecção portuguesa, e a Taça dos Campeões Europeus, ganha ao serviço do Sporting CP.

## Carreira
António Livramento, apaixonado por desporto, desde cedo demonstrou aptidões para jogar futebol, a sua paixão de adolescente, no Venda Nova, perto de Benfica. A certa altura, um técnico do Futebol Benfica, Torcato Ferreira, achou que o jovem teria jeito, mas para outra modalidade, o hóquei em patins. Logo o convidou a aparecer no rinque do popular "Fófó". Só perante muita insistência da parte de Torcato Ferreira, Livramento decide experimentar, passando a partir daí o futebol para segundo plano. Em 1959, o Benfica contrata o jovem de apenas 16 anos, numa operação algo complicada. É praticamente de imediato chamado à selecção de juniores por António Raio. A sua estreia é auspiciosa, contra a Bélgica, no Campeonato da Europa de juniores, marcando três golos na vítória por 5-1. É eleito melhor jogador do torneio e vence o troféu de melhor marcador.

### Campeão da Europa e do Mundo
Passa a representar a equipa principal dos Encarnados, ainda com 16 anos. Conquista 2 campeonatos nacionais consecutivos e em 1961 era já um valor seguro da patinagem nacional. Sem surpresa sagra-se Campeão Europeu ao serviço da selecção portuguesa. O jovem prodígio aponta 17 golos, os mesmos do colega de equipa, Fernando Adrião. Logo no ano seguinte a dupla Livramento/Adrião torna-se imparável e Portugal torna-se Campeão do Mundo de hóquei em patins. O Mundial disputou-se em Santiago do Chile e um momento mágico aconteceu nesse Maio de 1962. No jogo disputado entre Portugal e a Argentina, um jogador português tem a bola na parte de trás da baliza. Começa a fintar um por um, toda a equipa argentina, até marcar um golo de levantar o pavilhão, em absoluto delírio. Esse jogador era António Livramento, que pede para sair de rinque, emocionado. Em 1963, torna-se pela segunda vez Campeão da Europa, e em 1965, repete a façanha europeia de Portugal, marcando sete dos 17 golos da vitória lusitana sobre a Bélgica. O melhor jogador do Mundo de hóquei era ele, e já ninguém duvidada desse facto.
O seu jogo é atraente, mas igualmente eficaz. Até à sua saída do SL Benfica, em 1970, ajuda decisivamente as Águias a conquistarem 6 campeonatos nacionais e 1 Taça de Portugal, tornando-se assim na grande força da modalidade em Portugal. Ao serviço da turma das quinas, vence o seu quarto título Europeu consecutivo, em 1967, e um ano depois, na cidade do Porto, marca 42 golos em nove jogos do Mundial, quase metade dos da selecção nacional (92). Por três vezes marca dez golos (Japão, Nova Zelândia e Suíça) num só jogo. Conquistava novamente o título de melhor marcador, mas mais importante, sagrava-se [Campeonato do Mundo de Hóquei em Patins|campeão mundial] pela segunda vez na sua carreira.

### Aventura italiana e regresso à Luz
A sua fama crescente provoca uma transferência para Itália, para representar o Hóquei Club de Monza. A aventura acaba por não correr da melhor forma, para Livramento, que não conquista qualquer título para o seu novo clube. Para complicar ainda mais as coisa, fica pela primeira vez fora da selecção, quando Portugal se sagra novamente, em 1971, Campeão da Europa. Esta sua privação de representar o seu país, levou-o a decidir-se pelo regresso a Lisboa, no ano seguinte. Venceu mais dois campeonatos nacionais, pelos encarnados, em 1972 e 1974. Ao sucesso pelo SL Benfica juntou mais três triunfos memoráveis pela selecção nacional,  sagrando-se pela terceira vez Campeão Mundial, em 1974, na capital portuguesa e mais duas vezes campeão da Europa, em 1973 e 1975.

### Banco Pinto & Sotto Mayor e Sporting
Depois de conquistar o seu terceiro título de campeão mundial, em 1974, a estrela portuguesa da patinagem acaba a ligação com o Benfica, depois de ter conquistado 8 campeonatos nacionais e 1 Taça de Portugal. Passa a representar o Banco Pinto & Sotto Mayor, onde era funcionário. Num tempo em que o desporto era amador, Livramento não era jogador de hóquei a tempo inteiro e acumulava a actividade desportiva com o seu trabalho. Ao seu serviço do seu novo clube, venceu mesmo o campeonato nacional da II Divisão. António Livramento foi também agente de seguros  na "O Trabalho" - Companhia de Seguros.
Em 1976 volta a representar um grande do desporto português, neste caso o eterno rival do seu anterior clube, o Sporting. Vence tudo o que havia para ganhar, campeonato, Taça de Portugal e o troféu que faltava ao hóquei português, a Taça dos Campeões Europeus. O triunfo na maior prova europeia de clubes surge com facilidade, após duas vitórias sobre os espanhóis do CP Vilanova, por 6-0 e 6-3, na final da competição. Os Leões tinham a melhor equipa nacional da altura, com o cinco base da selecção portuguesa: António Livramento, Ramalhete, Rendeiro, Sobrinho e Xana.

### Final de carreira
Conquista o seu 7º título europeu por Portugal, numa final contra a rival Espanha, incendiada nos minutos finais pelas agressões entre Livramento e um jogador espanhol. O jogo termina com uma invasão de campo. Após términus do mesmo, declara "é a última vez que jogo pela Selecção. Em tantos anos nunca coisa semelhante me aconteceu. Tive de reagir depois do Ortega me ter agredido, quando vi o osso de fora…a minha saída não afectará Portugal". Pela equipa das quinas fez 209 jogos e marcou 425 golos.
Depois de uma temporada fabulosa ao serviço do Sporting, volta a tentar o hóquei italiano e ingressa no Amatori Lodi. A passagem por terras italianas dura um só ano e logo regressa aos Leões para terminar a sua carreira, em 1980. Era o ponto final da carreira da maior estrela do hóquei em patins nacional, e de um dos melhores jogadores mundiais de sempre.
A 20 de junho de 1987, foi agraciado com o grau de Comendador da Ordem do Infante D. Henrique.

## Treinador
Depois de abandonar os rinques, começa um novo desafio, como treinador. Conduz o Sporting a triunfos europeus, com a vitória na Taça das Taças, em 1981 e na Taça CERS, em 1984. Venceu ainda 2 campeonatos nacionais e 1 Taça de Portugal. Treina ainda o Bassano, de Itália, antes de vencer mais cinco títulos internacionais, desta feita ao serviço da selecção: três Europeus e dois Mundiais, com destaque para a vitória em 1993, conquistada em Itália. Foi a primeira conquista em 31 anos, depois do último troféu conquistado fora de terras lusitanas. Em 1998 é convidado para treinar o FC Porto e na mesma temporada conquista o campeonato e a Taça de Portugal, perdendo de forma inglória a final da Liga dos Campeões, por penaltys, para os espanhóis do Igualada HC.

### Falecimento
É-lhe feita uma última homenagem em vida, com o seu nome a ser atribuído à Supertaça de Portugal em hóquei em patins, troféu disputado entre o campeão nacional e o vencedor da Taça de Portugal. Morre repentinamente a 7 de Junho de 1999, com apenas 56 anos, vítima de uma trombose, deixando o País em choque e comoção, pela perda de uma das suas grandes estrelas. O seu caixão foi coberto por 2 bandeiras, a do Sporting Clube de Portugal e a da Federação Portuguesa de Patinagem.

## Palmarés

### Jogador
Benfica
- Campeonato Nacional (8): (1959-60, 1960-61, 1965-66, 1966-67, 1967-68, 1969-70, 1971-72, 1973-74)
- Taça de Portugal (1): (1962-63)

Sporting
- Taça dos Campeões Europeus (1): (1976-77)
- Campeonato Nacional (1): (1976-77)
- Taça de Portugal (1): (1976-77)

Selecção Nacional
- Campeonato do Mundo (3): (1962, 1968 e 1974)
- Campeonato da Europa (7): (1961, 1963, 1965, 1967, 1973, 1975 e 1977)

### Treinador
Sporting
- Taça das Taças (1): (1980-81)
- Taça CERS (1): (1983-84)
- Campeonato Nacional (2): (1981-82 e 1987-88)
- Taça de Portugal (1): (1983-84)

FC Porto
- Campeonato Nacional (1): (1998-99)
- Taça de Portugal (1): (1998-99)

Selecção Nacional
- Campeonato do Mundo (2): (1982 e 1993)
- Campeonato da Europa (3): (1987, 1992 e 1994)